# Yasmin Mei-Yee Weiß

Yasmin Mei-Yee Weiß, 2019

Yasmin Mei-Yee Weiß (geb. Fargel; * 28. November 1978 in Bonn) ist eine deutsche Personalmanagerin, Professorin für Betriebswirtschaftslehre mit den Forschungsschwerpunkten „Future Skills“ und „Future of Work with Artificial Intelligence“ sowie mehrfache Aufsichtsrätin, Publizistin und Keynote-Speakerin.

## Leben
Yasmin Mei-Yee Weiß’ Mutter stammt aus Hong Kong, ihr Vater ist Deutscher. Sie besuchte Schulen und Hochschulen in Deutschland, Kanada und Frankreich. Sie ist Mutter zweier Töchter und lebt mit ihrer Familie im Süden von München.
Nach Abschluss ihres betriebswirtschaftlichen Studiums wurde sie 2004 in Wirtschaftswissenschaften an der Katholischen Universität Eichstätt promoviert. 
Von 2005 bis 2006 war sie als Unternehmensberaterin bei Accenture in München auf internationalen Beratungsprojekten tätig. Von 2006 bis 2014 arbeitete sie als Personalmanagerin für die BMW Group auf unterschiedlichen Funktionen u. a. in der Personalstrategie und -politik, in der strategischen Personalentwicklung sowie im Personalmanagement für BMW China.
Seit 2011 hat Yasmin Mei-Yee Weiß eine Professur für Personal und Organisation an der Fakultät Betriebswirtschaft der Technischen Hochschule Nürnberg Georg Simon Ohm inne. Seit 2015 lehrt sie zudem an der Technischen Universität Berlin. Sie forscht und lehrt, wie künstliche Intelligenz die Arbeitswelt verändert (Future of Work) und was die relevanten Fähigkeiten der Zukunft (Future Skills) sind. Besonders beschäftigt sie sich mit der Frage, wie „Augmented Capabilities“ entwickelt werden können, die auf einer Integration von humaner und künstlicher Intelligenz zu einer „Augmented Intelligence“ basieren. Sie ist zudem Autorin des Buchs "Weltbeste Bildung. Wie wir unsere digitale Zukunft sichern".
Zusätzlich zu ihrer Professur ist Yasmin Mei-Yee Weiß in der Privatwirtschaft als Aufsichts- und Beirätin sowie als Unternehmerin tätig. Sie gehörte zwischen Dezember 2013 und März 2018 dem Aufsichtsrat des Leistungselektronikunternehmens Semikron International an. 2017 wurde sie in den Beirat des Logistikunternehmens BLG Logistics Group sowie im Juli 2018 in den Aufsichtsrat des Baumaschinenunternehmens Zeppelin berufen. Seit April 2019 gehört sie zudem dem Aufsichtsrat des Versicherungsunternehmens Neue Bayerische Beamten Lebensversicherung AG an. 2020 wurde sie in den Aufsichtsrat des M-Dax-Unternehmens United Internet berufen. Seit Januar 2022 gehört sie dem Aufsichtsrat des Börsenvereins des Deutschen Buchhandels (BBG) an. Yasmin Weiß ist zudem Co-Founder des Social Start-Ups Yoloa, das junge Menschen durch digitale Angebote bei der Berufs- und Lebensplanung unterstützen soll.
2014 wurde Yasmin Mei-Yee Weiß vom damaligen Bundeswirtschaftsminister Sigmar Gabriel in den Außenwirtschaftsbeirat sowie von Bundeskanzlerin Merkel in den Innovationssteuerkreis der Bundesregierung berufen. 2018 wurde sie von FDP-Chef Christian Lindner in das Wirtschaftsforum der FDP berufen.

## Veröffentlichungen (Auswahl)
- Weltbeste Bildung! Wie wir unsere digitale Zukunft sichern. Frankfurt: Campus Verlag 2022, ISBN 978-3-593-51616-5.
- Büro der Zukunft: Dynamisches Ökosystem für Kooperation und Lernen. In: S. Eckardt (Hrsg.): Die Zukunft der Immobilienwirtschaft. 2021, ISBN 978-3-9815157-8-7, S. 110–114.
- Acht visionäre Thesen zur Arbeit in Deutschland im Jahr 2030 : Arbeit wird durch Technologie humaner. In: Marie-Christine Ostermann, Céline Flores Willers, Miriam Wohlfarth, Daniel Krauss, Andreas Rickert, Hauke Schwiezer (Hrsg.): Zukunftsrepublik: 80 Vorausdenker*innen springen in das Jahr 2030. Frankfurt: Campus Verlag 2021, ISBN 978-3-593-44665-3, S. 50–54.
- mit S. Kamm: Upskilling for « Purchasing 4.0 ». In: Florian Schupp, Heiko Wöhner (Hrsg.): Nature or Purchasing. 2020, ISBN 978-3-03043501-1, S. 77–88.
- mit T. Sattelberger: Radar für die Zukunft. In: Handelsblatt. Nr. 189, 1. Oktober 2018, S. 48.
- Anfängergeist macht zukunftsfähig. In: Personalwirtschaft. 12/2017, S. 54–57.
- Erfolgskritische Kompetenzen im digitalen Zeitalter: Was sind die „Future Hot Skills“? (= Sonderdruck der Technischen Hochschule Nürnberg. Nr. 67). Nürnberg 2017, urn:nbn:de:bvb:92-opus4-3218.
- mit J. Wagner: Die Zukunft der Arbeitswelt: Arbeiten 4.0. In: W. Jochmann, I. Böckenholt, S. Diestel (Hrsg.): HR-Exzellenz. Innovative Ansätze in Leadership und Transformation. Wiesbaden: Gabler Springer 2017, ISBN 978-3-658-14724-2.
- mit P. Wenzel: Chinesische Mitarbeiter finden und binden am Beispiel der Personalstrategie der BMW Group. In: Personalmagazin. Band 7, 2015, S. 31–33.
- mit F. Weiß: Deutsch-chinesische Projektteams erfolgreich führen. In: D. Hecht (Hrsg.): Modernes Beschaffungsmanagement in Lehre und Praxis. Berlin: Uni-Ed. 2014, ISBN 978-3-944072-28-9, S. 269–280.
- mit F. Weiß: Projektmanagement in China : Deutsch-chinesische Projektteams erfolgreich führen. In: Personalführung. Band 6, 2014, S. 66–73.
- Recruitingstrategien für multinationale Arbeitgeber in China. In: Personalmanager. 5, 2013.
- mit P. Eller: Talentmanagement für Emerging Markets. In: Personalführung. Band 5, 2013, S. 62–68.
- mit T. Lurz: Auf der Erfolgswelle schwimmen. Was junge Menschen wissen müssen, um erfolgreich zu werden. Offenbach: Gabal 2012, ISBN 978-3-86936-439-1.
- Strategisches Talentmanagement in China. Leitfaden für erfolgreiche Personalführung. Wiesbaden: Gabler 2011, ISBN 978-3-8349-2586-2.
- mit M. Behrendt: In Führung gehen. In: Personal. Band 6, 2010, S. 43–45.
- mit F. Cottone: Strategie und Führung. In: Personal. Band 1, 2009, S. 6–8.
- Placement von Mitarbeitern. Eine Fit-orientierte Perspektive. Wiesbaden: Dt. Univ.-Verl. 2006, ISBN 978-3-8350-0156-5.
- mit G. Müller-Seitz, L. Lu: Netzwerke in China. In: Personal, Zeitschrift für Human Resource Management. 57. Jg., Nr. 5, 2005, S. 10–12.

## Podcast
Yasmin Weiß war Host des bis 2020 erschienenen Yoloa Podcasts, in dem sie regelmäßig mit digitalen Vordenkern über Digitalisierung und Life Design sprach.
Seit November 2024 veröffentlicht Weiß den KI-Podcast „Future of Work, Future Skills & AI“, bei dem zwei KI-generierte Charaktere durch die Sendung führen.